# Jérôme Besoigne
Jérôme Besoigne, né à Paris en 1686, mort également à Paris le 25 janvier 1763, est un prêtre et théologien français, docteur de Sorbonne, champion du parti janséniste (historien du mouvement), opposant à la bulle Unigenitus.

## Biographie
Né dans la paroisse Saint-Jacques-la-Boucherie, il était fils du libraire-imprimeur Augustin Besoigne (1643-1710) et de Françoise Martin, fille d'Edme Martin, autre libraire-imprimeur parisien du XVIIe siècle. Il était neveu de Nicolas Besoigne, docteur de Sorbonne et clerc de la chapelle du Roi († 1697) ; son frère aîné Augustin-Claude Besoigne († 1743) fut professeur de rhétorique au collège du Plessis.
Il entra jeune dans le clergé de l'église Saint-Jacques-la-Boucherie, devint professeur de philosophie au collège du Plessis en 1712, fut ordonné prêtre en 1715, reçut le bonnet de docteur en théologie le 3 mai 1718. La même année, il fut nommé curé de la paroisse Saint-Côme-Saint-Damien par la Faculté de Droit, mais cette nomination provoqua un conflit avec la Faculté des Arts, qui prétendait que cette église dépendait d'elle. Toujours en 1718, à la demande de Thomas Durieux, principal du collège du Plessis, il fut élu par la « maison et société de Sorbonne » son coadjuteur (adjoint avec droit de succession).
Faisant partie des opposants à la bulle Unigenitus, il fut exclu de ses fonctions de coadjuteur par des ordres supérieurs datés d'octobre 1722. De nouveaux ordres datés du 16 août 1727 l'exclurent du collège lui-même. Le 1er novembre 1729, il fit partie des plus de cent docteurs de Sorbonne ayant appelé de la bulle qui furent rayés des listes. Un ordre lui fut signifié le 5 avril 1731 de sortir du royaume. Mais cet ordre fut révoqué peu après, et il put rentrer à Paris dès 1732. Il publia ensuite, parfois à titre anonyme et à l'étranger, des ouvrages consacrés à la défense du jansénisme. À la fin de sa vie il souffrit d'une maladie nerveuse que les médecins ne parvinrent pas à identifier et dont on trouve une description dans un avertissement précédant la relation manuscrite des voyages qui lui furent prescrits pour améliorer son état. Il mourut à Paris à soixante-seize ans. L'écrivain janséniste Laurent-Étienne Rondet (1717-1785, fils du libraire-imprimeur parisien Laurent Rondet) a composé à sa mort un Catalogue des livres de la bibliothèque de feu M. l'abbé Besoigne (Paris, 1763), à la tête duquel se trouve une notice biographique, Mémoire sur la vie et les ouvrages de Jérôme Besoigne, docteur en Sorbonne (publié à part en 1764).

## Œuvre
Ses principaux textes publiés sont :
- Concorde des livres de la Sagesse, ou la Morale du Saint-Esprit (Paris, Veuves Rondet et Labottière, 1737).
- Concorde des Épîtres canoniques, ou la Morale des Apôtres (Paris, Veuves Rondet et Labottière, 1747).
- Principes de la perfection chrétienne et religieuse (Paris, Veuves Rondet et Labottière, 1749).
- Histoire de l'abbaye de Port-Royal (Cologne, 1752, 6 vol.).
- Vies des quatre évêques engagés dans la cause de Port-Royal : M. d'Alet, M. d'Angers, M. de Beauvais, M. de Pamiers (Cologne, 1756, 2 vol.).
- Principes de la pénitence et de la justice chrétienne (Paris, J. Villette, 1762).

Outre ses nombreux libelles liés à la querelle du jansénisme, on conserve aussi en manuscrits, à la Bibliothèque Sainte-Geneviève, les textes des cours de philosophie qu'il a donnés au collège du Plessis entre 1712 et 1715 (Paris BSG n°2177 à 2182). Il fait partie des professeurs qui, à l'instar d'Edme Pourchot, cherchait à rendre compatibles la scholastique traditionnelle et le cartésianisme.
Également en manuscrits, il a laissé cinq volumes de Concordes des textes bibliques, de nombreux discours et sermons, une traduction française des Dix discours sur la Providence de Théodoret de Cyr, des litanies latines et françaises, une traduction complète en vers français du bréviaire et missel de Paris, et le récit de plusieurs voyages qu'il fit à la fin de sa vie en France, en Flandre et en Hollande. 